# مونتي فيستا (كولورادو)
مونتي فيستا (بالإنجليزية: Monte Vista, Colorado)‏ هي مدينة تقع في مقاطعة ريو غراند بولاية كولورادو في الولايات المتحدة. تبلغ مساحتها 5 (كم²)، وترتفع عن سطح البحر 2336 م، بلغ عدد سكانها 4529 نسمة في عام 2000 حسب إحصاء مكتب تعداد الولايات المتحدة وتصل الكثافة السكانية فيها 905.8 نسمة/كم2.

## أعلام
- مايرون تومسون